# Майпо (вулкан)
Майпо (исп. Maipo) — активный вулкан на границе между Аргентиной (провинция Мендоса) и Чили (Столичная область). Высота — 5264 м.
Расположен в 90 км к югу от вулкана Тупунгато и приблизительно в 100 км к юго-востоку от Сантьяго.
Майпо имеет симметричную коническую вулканическую форму, в отличие от многих из других соседних пиков, что делает вулкан самым известным пиком в области, хотя он не является самым высоким — соседний Кастильо имеет высоту 5485 м. Майпо — почти самый южный 5000-метровый пик в Андах, кроме Соснеадо, расположенного приблизительно в 50 км к югу.
Вулкан расположен в районе Бриллиантового кратера (похож на бриллиант), размерами приблизительно 15 км на 20 км, который образовался пол-миллиона лет назад. Высота его приблизительно 1900 м. На запад от вулкана расположено озеро Лагуна-дель-Диаманте, красивое озеро, которое образовалось когда потоки лавы перекрыли выход из кратера в 1826 году.
Климат вулкана переходный между сухим средиземноморским климатом на севере и влажным климатом чилийской Патагонии на юге. В результате хотя вулкан имеет меньшее обледенение вершины, чем патагонские вершины, снега на влажной чилийской стороне больше, чем на более южных вершинах.